# Molophilus macracanthus
Molophilus macracanthus är en tvåvingeart som beskrevs av Evgenyi Nikolayevich Savchenko 1983. Molophilus macracanthus ingår i släktet Molophilus och familjen småharkrankar. Inga underarter finns listade i Catalogue of Life.